# Движение Богини

Одна из версий спирального символа Богини

Движе́ние Боги́ни — духовные верования или практики, в основном неоязыческие, возникшие преимущественно в Северной Америке, Западной Европе, Австралии и Новой Зеландии в 1970-х годах. Движение сформировалось в качестве реакции на осмысление преобладающей организованной религии как связанной с мужским доминированием.
Движение Богини представляет собой широко распространённое, нецентрализованное направление в неоязычестве, не имеющее унифицированных принципов веры. Практики сильно различаются от имён и количества богинь, которым поклоняются, до конкретных ритуалов и обрядов, используемых для этого. В некоторых направлениях, таких как дианическая викка, почитаются исключительно женские божества, в других также мужские. Системы верований варьируются от монотеистических до политеистических и пантеистических, имеют ряд теологических различий, подобно более широкому неоязыческому сообществу. Распространённые плюралистические представления самоидентифицирующий себя последователь может поклоняться любым богиням любой культуры. Основываясь на его характеристиках, движение Богини также рассматривают как форму культурной религиозности, которая становится всё более многообразной, географически распространённой, эклектичной и динамичной в процессе.
С подъёмом феминизма первой волны различные авторы движения Богини изображали древних индоевропейцев как «патриархальных, воинственных захватчиков, разрушивших утопический доисторический мир женской гармонии и красоты», например, в книгах «Чаша и клинок» (1987) австрийско-американского антрополога Риан Айслер и «Цивилизация Богини» (1991) литовско-американского археолога Марии Гимбутас.